# Björntjärnen (Östmarks socken, Värmland)
Björntjärnen är en sjö i Torsby kommun i Värmland och ingår i Göta älvs huvudavrinningsområde. Sjön är 8,2 meter djup, har en yta på 0,0444 kvadratkilometer och är belägen 352 meter över havet. Vid provfiske har abborre och mört fångats i sjön.

## Delavrinningsområde
Björntjärnen ingår i det delavrinningsområde (669158-133767) som SMHI kallar för Utloppet av Stor-Hässlingen. Medelhöjden är 277 meter över havet och ytan är 35,97 kvadratkilometer. Det finns inga avrinningsområden uppströms utan avrinningsområdet är högsta punkten. Hasslan som avvattnar avrinningsområdet har biflödesordning 4, vilket innebär att vattnet flödar genom totalt 4 vattendrag innan det når havet efter 381 kilometer. Avrinningsområdet består mestadels av skog (82 procent). Avrinningsområdet har 1,99 kvadratkilometer vattenytor vilket ger det en sjöprocent på 5,5 procent.